# Suđenje Isusu
Suđenje Isusu je niz događaja iz Isusova života opisanih u Novom zavjetu.

## Kod Ane
Na Maslinskoj gori, Židovi su uhitili Isusa, koji se dobrovoljno predao. Prvo su ga odveli u odaje svećeničkog poglavice Ane, koji tada više nije bio veliki svećenik, ali je imao ugled veći od najvećih židovskih vjerskih vođa. Bio je kolovođa cijelog pokreta protiv Isusa. Ana nije imao službeno moć pa je samo neslužbeno ispitivao Isusa i tražio razlog, zbog kojeg bi ga se optužilo i osudilo na smrtnu kaznu. Isus je šutio i uglavnom nije odgovorao na Anina pitanja. Jedan sluga udario je Isusa po obrazu vrijeđajući ga što ne odgovara Ani. Isus je to strpljivo podnosio. 

## Pred Velikim vijećem
Ana je poslao Isusa pred Veliko vijeće, koje je najviši sud za Židove. U njemu je 71 član, dijele se na velike svećenike, pismoznance i starješine. Predsjedatelj je veliki svećenik, u ovom slučaju Kajfa. Ana i Kajfa živjeli su u velikoj zgradi, svaki na jednoj strani pa je Isus preko dvorišta prešao od Ane do Kajfe, koji su bili zet i tast. U međuvremenu je Petar tri puta zatajio Isusa. Prvi put u dvorištu Ane, a poslije u dvorištu Kajfe. 
Svrha sastanka bila je, da Isusa predaju Rimljanima kao zločinca s čvrstim optužbama i dokazima. Tražili su lažno svjedočanstvo protiv Isusa, da ga mogu pogubiti. Pristupili su mnogi lažni svjedoci. Nisu dali valjane dokaze. Ispunilo se starozavjetno proročanstvo: "Ustadođe protiv mene lažni svjedoci, ali je zloba govorila protiv sebe." Nisu se poklapala svjedočenja lažnih svjedoka pa se nisu mogla uvažiti kao valjana. Nije im pomogla ni optužba, da je Isus rekao da će razvaliti Božji Hram i u tri dana ga sagraditi. Isus je pod Hramom mislio na sebe kako će uskrsnuti nakon smrti.  
Kajfa je bio ljutit što svjedočenje lažnih svjedoka nije urodilo plodom. Isus je sve šutke i mirno promatrao. Kajfa je želio isprovocirati Isusa i iz njegova odgovora doći od optužbe. Rekao je Isusu: "Zar ništa ne odgovaraš? Što to ovi protiv tebe svjedoče? (Mt 26,62)" Budući, da je Isus šutio, Kajfa mu postavi pitanje: "Zaklinjem te Bogom živim: Kaži nam jesi li ti Krist, Sin Božji? (Mt 26, 63)" Isus nije mogao šutjeti na zaziv imena Božjeg. Već prije izjavio je, da je Sin Božji pa da ovaj put šuti ili niječe, narod bi pomislio da vara. Priznao je, da je Sin Božji i dodao: "Odsad ćete gledati Sina Čovječjega gdje sjedi zdesna Sile i dolazi na oblacima nebeskim (Mt 26, 64)". Židovi su razumjeli što im je rekao. To je značilo, da vlada zajedno s Bogom Ocem na nebu i da će na kraju vremena doći suditi žive i mrtve. Kajfa je razderao svoju haljinu do prsa, da pokaže da se zgraža nad Isusovom izjavom i dodao: "Pohulio je! Što nam još trebaju svjedoci? Evo, sada ste čuli hulu! Što vam se čini? (Mt 26,65)" Veliko vijeće odlučilo je, da Isus zaslužuje smrt. Svjedoka obrane nije bilo. Griješni ljudi osudili su Sina Božjeg na smrt. Tada su ga židovski veledostojnici pljuvali u lice, vrijeđali i udarali. To je bilo u tri sata u noći. Isusa su odveli u zatvor, a u pet ujutro zakazali novu sjednicu. Po židovskom zakonu nije se smjela izreći smrtna kazna isti dan kada se vodila rasprava. Stoga su zakazali novu sjednicu, da naoko udovolje zakonu, makar je to bio isti dan. Cilj je bio pogubiti Isusa najsramotnijiom smrti na križu, a to je bilo moguće samo uz dozvolu rimskog namjesnika. 
Druga sjednica bila je kratka. Tražili su od Isusa, da potvdi svoju izjavu, da je Sin Božji, što je i učinio. Službeno su ga prema propisima svoga zakona osudili na smrtnu kaznu. Presudu Isusu morao je potvrditi rimski namjesnik, koji je tada bio Poncije Pilat (od 26. do 36. g.)

## Pred Pilatom i Herodom
Svezana su ga doveli pred Pilata, koji je Isusa pitao da li je kralj židovski, a Isus mu je odgovorio: "Ti kažeš (Mt 27, 11)". Prije toga su glavari svećenički rekli Pilatu, kako Isus zavodi narod, ne dopušta da se rimskom caru daje porez i kako za sebe tvrdi, da je kralj židovski. Svećenici i pismoznanci su i dalje žestoko optuživali Isusa, koji je šutio, a Pilat se tome čudio. Pilatu su njihove optužbe bile neuvjerljive: "Nikakve krivice ne nalazim na ovom čovjeku! (Lk 23, 4)". Oni su navaljivali, a Pilat je Isusa poslao židovskom tetrarhu Herodu, kada je čuo, da je Isus iz Galileje, koja je bila Herodova oblast.
Herod je baš tih dana bio u Jeruzalemu. Razveselio se što vidi Isusa i očekivao je, da će vidjeti koje Isusovo čudo o kojima je čuo. Postavljao je Isusu mnoga pitanja, ali nije dobio odgovore. Glavari svećenički i pismoznanci žestoko su optuživali Isusa. Herod ga je ismijao, obukao u bijelu haljinu i poslao Pilatu ne našavši nikakve dokaze za optužbu. 
Pilat je opet ponavljao da na Isusu ne nalazi nikakve krivice i da ne zaslužuje smrt. Glavari svećenički i narod uporno su tražili da se Isusa smakne, a Pilat je tražio izlaz. Bio je običaj, da se o blagdanu pusti zarobljenik. Pilat im je dao da biraju između Isusa i Barabe, koji je bio u zatvoru zbog ubojstva. Smatrao je, da će odabrati Isusa, no svećenici su huškali narod, da traže puštanje Barabe. Pilat ga je pustio, a Isusa dao izbičevati. Nakon bičevanja, rimski vojnici narugali su se Isusu i okrunili ga trnovom krunom.
Budući da su Židovi i dalje navaljivali, pojavio se Isus pred Pilatom i treći put. Isus je imao trnovu krunu oko glave i grimizni plašt (crvenu vojničku kabanicu). A Pilat kaže Židovima: "Evo čovjeka! (lat. Ecce homo!) (Iv 19,5)." Time je želio reći kako je Isus puno pretrpio bičevanjem i izrugivanjem trnovom krunom pa on smatra, da bi to bilo dosta, jer ionako nije našao dovoljno dobar razlog, da ga osudi. Bio je u strahu, jer su Židovi rekli da po njihovom Zakonu mora umrijeti, jer je rekao da je Sin Božji. Ispitivao je Isusa, koji je šutio. Pilat mu reče: "Zar meni ne odgovaraš? Ne znaš li da imam vlast da te pustim i da imam vlast da te razapnem? (Iv 19, 10)". Isus mu je odgovorio, da ne bi imao nikakve vlasti, da mu nije dana odozgor. Pilat ga je želio pustiti, no Židovi vikahu: "Ako ovoga pustiš, nisi prijatelj caru. Tko god se pravi kraljem, protivi se caru. (Iv 19, 12)." Kada je čuo te riječi, Pilat je izveo Isusa i smijestio ga "na sudačku stolicu na mjestu koje se zove Litostrotos – Pločnik, hebrejski Gabata (Iv 19, 13)." Židovima je rekao: "Evo kralja vašega (Iv 19,14)." Oni su vikali, da ga se ukloni i razapne. Pilat se čudio, kako to da žele, da im razapne kralja, a oni odgovoriše, da im je rimski car jedini kralj. Pilat je odustao i predao Isusa, da se razapne.

## Unutarnje poveznice
- Isus na Maslinskoj gori
- Poncije Pilat
- Bičevanje Isusa
- Trnova kruna
- Isusov križni put

## Vanjske poveznice
- Porobija, Željko: Tri priče o čovjeku koji je razapeo Isusa, Znaci vremena, Godište 37, broj 1, Zagreb, 2013., str. 16-19